# The Frozen Autumn
The Frozen Autumn е италианска даркуейв група, създадена май 1993, чиято музика се характеризира със смесица от меланхолични вокали, готик-уейв и електропоп от 80-те.

## История
The Frozen Autumn стартира като соло проект на Диего Мерлето, създаден, за да отрази впечатленията му от разнообразната му работа с множество даркуейв групи в Торино. Певецът, кийбордист и програмист на синтезатор наема китариста Клаудио Брозио за най-ранните си студийни записи и живи участия, а през 1995 издава и дебютният си албум „Pale Awakening“, издаден от немския лейбъл Weisser Herbst Produktion. Албумът е добре приет от готик-уейв/дарк-романтик средите в Европа, което води до издаването на следващия му албум „Fragments of Memories“ през 1997, но този път чрез миланския лейбъл Eibon Records.
През 1998 Мерлето заедно с Ариана (позната и като Фроксеан) създават страничният проект Static Movement, в който и двамата участват вокална. Дотогава Ариана е била гост-вокал само за титулната песен към албума „Fragments of Memories“. Новосформираното дуо работи върху композирането на нови песни около 6 месеца и март 1999 излиза „Visionary Landscapes“. Музикалният стил на Static Movement се доближава значително до този на The Frozen Autumn, но с основаната разлика, че се залага повече на електронните инструменти, създавайки едно по-синтетично колдуейв звучене. Партньорството в този проект се оказва плодоносно и за двете страни и впоследствие Ариана става постонен член на групата The Frozen Autumn, а страничният им проект остава като проект за издирване на нови музикални концепции.
След 18 месеца записи през април 2002 е издаден третият албум „Emotional Screening Device“, считан за най-добрия на групата изобщо. След това вземат решението да напуснат лейбъла Eibon Records и докато обмислят предложенията от различни италиански и чуждестранни музикални издатели, прекарват повече от две години работейки върху нов материал. „Is Anybody There?“ е издаден септември 2005 от немския лейбъл Pandamonium.
От тогава насетне Марлето активно работи върху собствен видео-арт, който през последните години се е превърнал в основна част от концертните изяви на групата. Освен че активно изнасят концерти в Европа и участват в колаборации с други изпълнители и групи, дуото се е заело с преиздаването на всичките си албуми.

## Вдъхновение
The Frozen Autumn изтъкват като свое основно музикално вдъхновение през годините холандската даркуейв група Clan of Xymox. През 2000 година Диего и Ариана са поканени от създателя на Clan of Xymox Рони Моорингс да направят ремикс на песента „There's No Tomorrow“, включен в едноименния сингъл. Те работят заедно за втори път, когато Моорингс ремиксира песента им „Ashes“, включена като бонус към албума „Is Anybody There?“. Други любими групи и изпълнители, повлияли върху звученето на The Frozen Autumn са Dead Can Dance, Cocteau Twins, X-Mal Deutschland, Дейвид Силвиан и Депеш Мод.

## Дискография
- Pale Awakening (1995)
- Fragments of Memories (1997)
- Visionary Landscapes (1999) – албум издаден под шапката на страничния им проект Static Movement.
- The Pale Collection (2000) – преиздадена версия на албума „Pale Awakening“, включваща допълнително ремикс на песента This Time и кавър на песента на Decoded Feedback „Bio-Vital“.
- Emotional Screening Device (2002)
- Is Anybody There? (2005)